# Pachybrachis danieli danieli
Pachybrachis danieli danieli é uma subespécie de insetos coleópteros polífagos pertencente à família Chrysomelidae.
A autoridade científica da subespécie é Burlini, tendo sido descrita no ano de 1968.
Trata-se de uma subespécie presente no território português.